# Villa Kusten

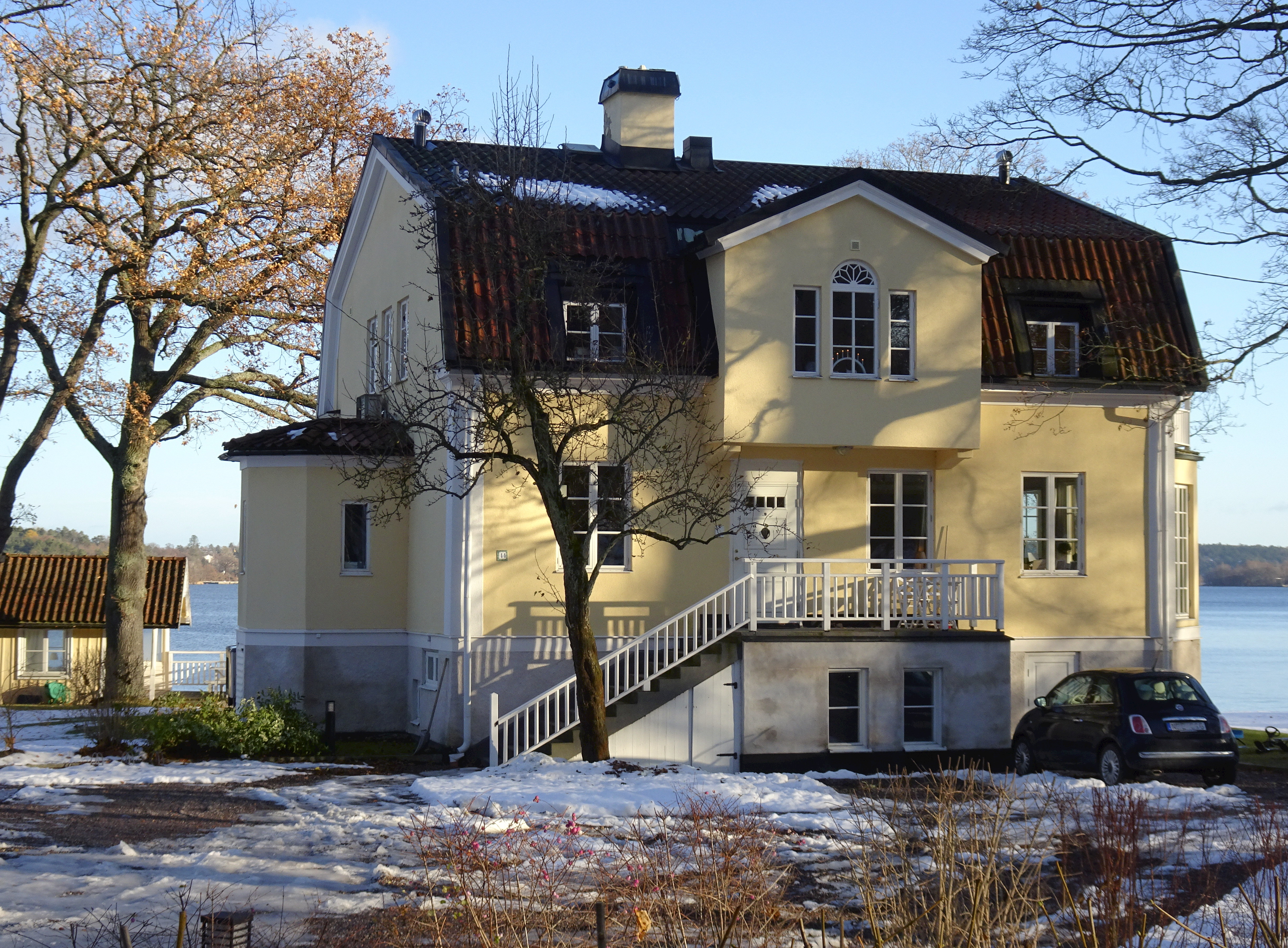
Villa Kusten, november 2016.

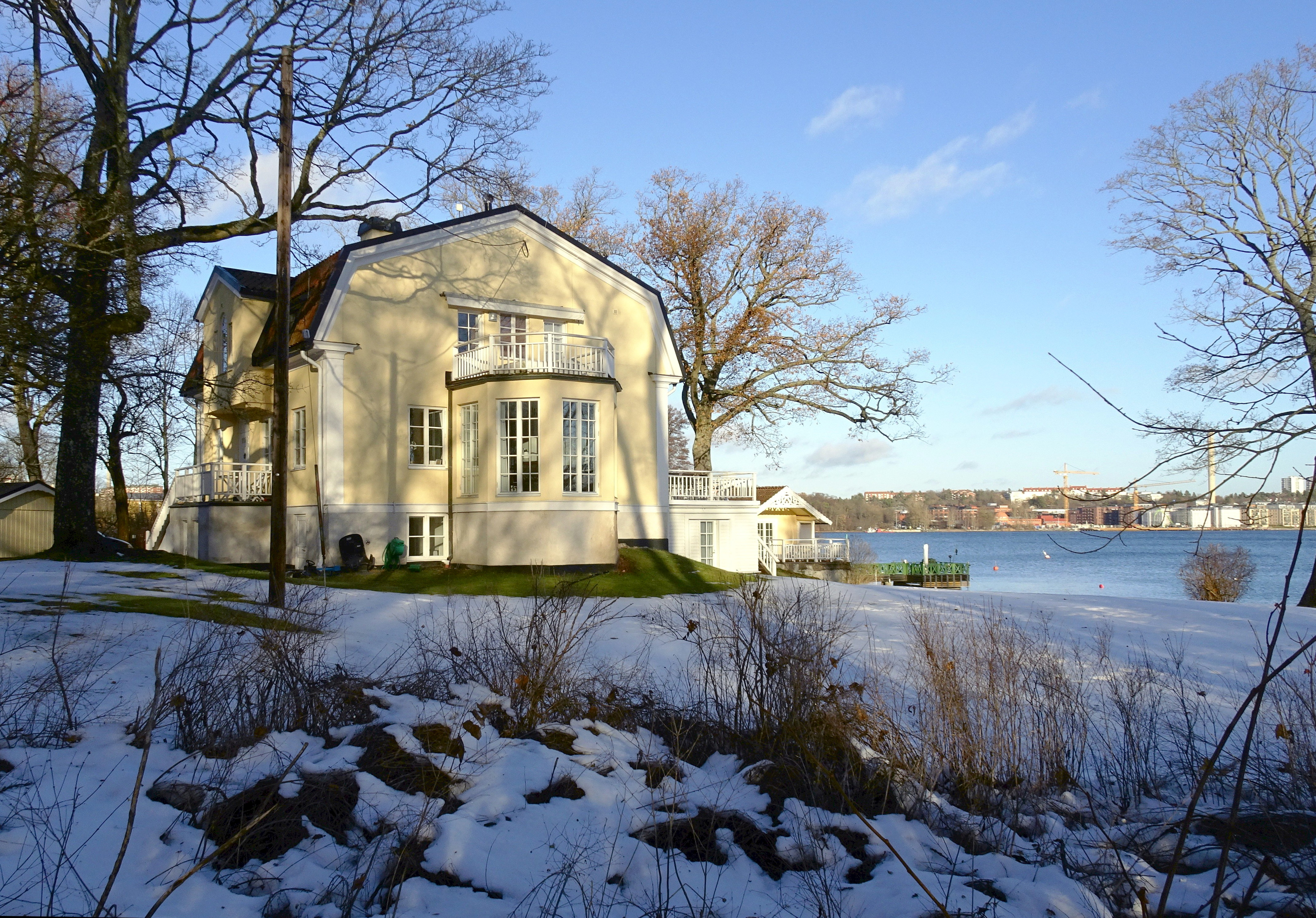
Villa Kusten och Lilla Värtan, 2016.

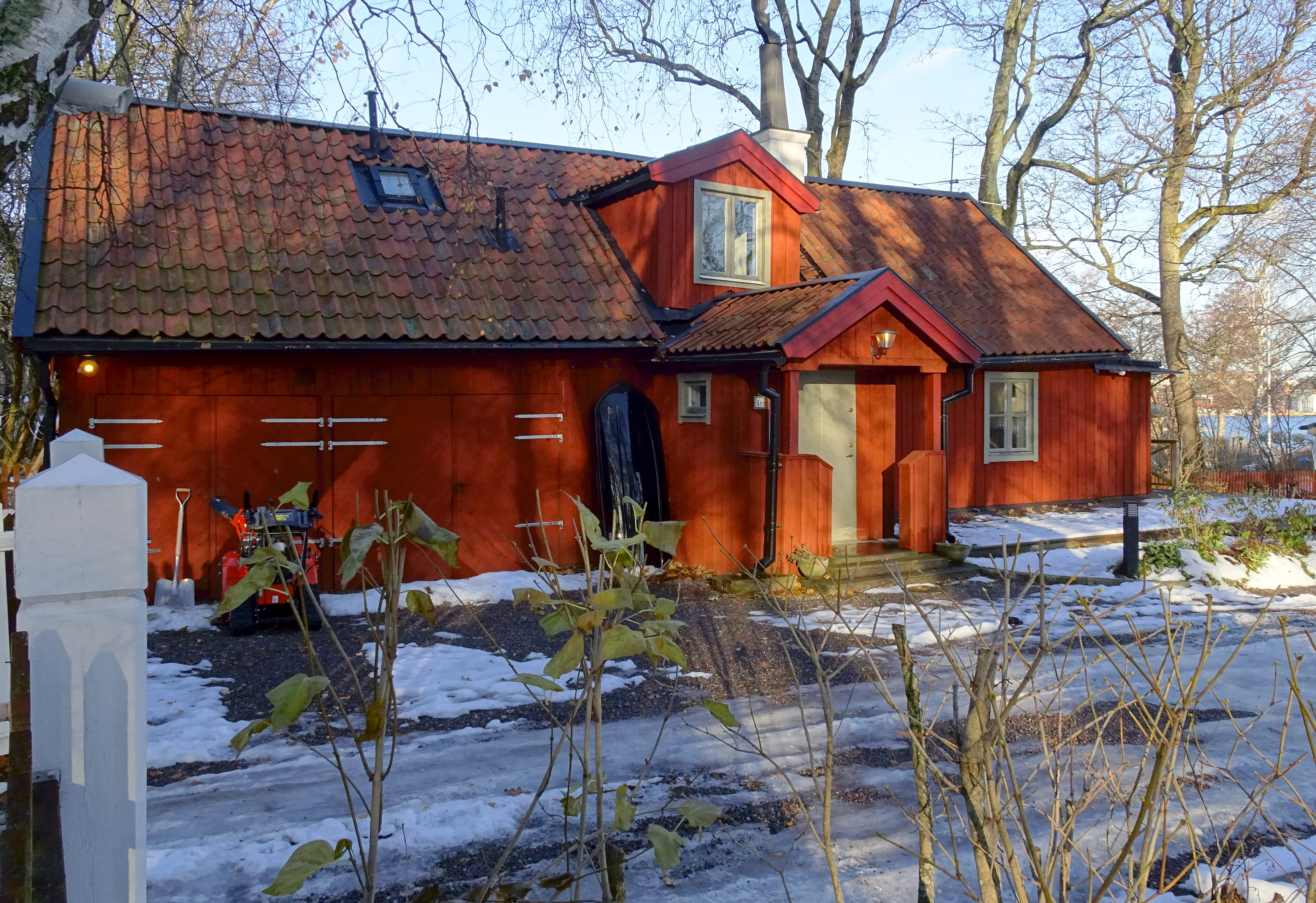
Röda stugan, 2016.

Villa Kusten är en byggnad vid Kaknäsvägen 44-46 på Norra Djurgården i Stockholms kommun. Villa förvärvades 1924 av finansmannen Ernest Thiel sedan han tvingades lämna Villa Eolskulle (idag Thielska galleriet). På tomten ligger även en rödmålad stuga som var arbetarbostad.

## Historik
Området vid Lilla Värtan och söder om Lidingö bro uppläts i mitten av 1860-talet av kung Karl XV till bankokommissarien Carl Peter Dahlgren (1804-1893). Han var äldsta son till hovjägmästaren Johan Eric Dahlgren (1771-1836) som innehade den närbelägna fastigheten Kaknäs byggd 1772. Trakten var attraktiv eftersom här fanns den första broförbindelsen till Lidingön, en flottbro som existerade mellan 1803 och 1883. I närheten stod även Lidingöbro värdshus som öppnade 1823.
Den första Villa Kusten uppfördes på initiativ av Carl Peter Dahlgren, som bodde här till slutet av 1800-talet. Efter några korta ägarskiften övertog tandläkaren E.V. Bodorff egendomen 1912. Två år senare lät han bygga om villan efter ritningar av arkitekt Oscar Jacobsson som gav huset sitt nuvarande utseende.
Villa Kusten inköptes 1924 av finansmannen Ernest Thiel sedan han tvingades sälja sin Villa Eolskulle (sedan 1924 Thielska galleriet) till svenska staten. 1945 flyttade Harald Edelstam med maka Louise (född von Rosen) in i Villa Kusten. I den röda stugan bodde deras son Carl. 2005 tillbyggdes villan med burspråk i söder och veranda med källare mot Lilla Värtan efter ritningar av Nyréns Arkitektkontor. År 2012 såldes den 448 m² stora huvudbyggnaden för 55 miljoner kronor.